# Luigi Guastamacchia
Luigi Guastamacchia (Cuneo, 11 settembre 1938 – Ceglie Messapica, 5 agosto 2020) è stato un giornalista e dirigente d'azienda italiano.

## Biografia
Nato a Cuneo l'11 settembre 1938, diresse appena trentenne la diffusione de La Stampa per poi trasferirsi a Roma al Messaggero della famiglia Perrone. Guastamacchia lasciò definitivamente Roma per trasferirsi nei primi anni settanta a Milano per ricoprire la carica di direttore generale del Corriere della Sera. Dal 1976 al 1980 fu amministratore delegato per Attilio Monti del Resto del Carlino e de La Nazione e durante questo periodo si adoperò per l'acquisizione del Giorno e il lancio di una delle prime TV private italiane, Rete A.
Numerose anche i suoti interventi strategici per dar vita a testate come Il Foglio e La Voce di Montanelli.
Sposato con la scrittrice e giornalista Caterina Emili, dopo una vita a Milano, si trasferisce nel piccolo borgo umbro di Morcella nel 2005. Luigi ha avuto due figli, Margherita e Pietro, entrambi giornalisti, e ha fatto da padre al primo figlio di Caterina, Geronimo Emili, comunicatore.
Luigi è morto il 5 agosto 2020 nella sua villa pugliese a Ceglie Messapica.